# 尚皮安
尚皮安（法語：Champien，法語發音：[ʃɑ̃pjɛ̃]）是法国上法蘭西大區索姆省的一个市镇，属于蒙迪迪耶区。

## 地理
尚皮安（49°41'40"N, 2°51'36"E）面积8.77 平方千米，位于法国上法蘭西大區索姆省，该省份为法国北部沿海省份，北起加来海峡省和北部省，西接滨海塞纳省和大西洋英吉利海峡，南至瓦兹省，东临埃纳省。
与尚皮安接壤的市镇（或旧市镇、城区）包括：博略莱方丹、马尔尼欧瑟里斯、索朗特、巴拉特尔、卡雷皮、格吕尼、马尔谢阿卢瓦尔德、勒通维莱尔、鲁瓦格利斯。
尚皮安的时区为UTC+01:00、UTC+02:00（夏令时）。

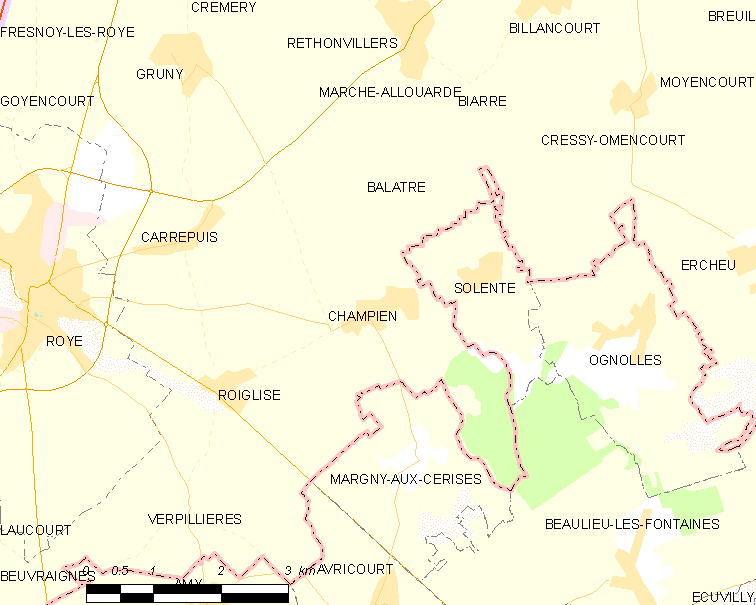
尚皮安的OSM定位图

## 行政
尚皮安的邮政编码为80700，INSEE市镇编码为80185。

## 政治
尚皮安所属的省级选区为鲁瓦县。

## 人口

1962-2008年间尚皮安人口变化图示

尚皮安于2022年1月1日时的人口数量为279人。